# Milan Stepanov
Milan Stepanov (in serbo Милан Степанов?; Novi Sad, 2 aprile 1983) è un ex calciatore serbo, di ruolo difensore.

## Carriera

### Club
Cresciuto nella squadra della sua città, il Vojvodina Novi Sad, debutta in prima squadra nel 2000, e vi rimane fino al termine della stagione 2005-2006, stagione in cui fu anche capitano della squadra. Nel 2006 si trasferisce in Turchia, al Trabzonspor, dove rimane per la stagione 2006-2007, mettendo a segno anche un gol in 37 partite.
In seguito viene ingaggiato dal Porto.
Il 27 luglio 2009 approda al Malaga in prestito con diritto di riscatto fissato a 5 milioni di euro.

### Nazionale
Ha fatto parte della spedizione serbo-montenegrina ai Giochi olimpici di Atene 2004.
Ha partecipato, nel 2006, ai Campionati Europei Under-21 2006, con la Nazionale di calcio della Serbia e Montenegro Under-21, arrivando alle seminifinali della manifestazione.
Il 16 agosto del 2006 debutta con la nazionale serba.

## Palmarès

### Club

#### Competizioni nazionali
- Campionato portoghese: 2

Porto: 2007-2008, 2008-2009